# Hebella costata
Hebella costata is een hydroïdpoliep uit de familie Hebellidae. De poliep komt uit het geslacht Hebella. Hebella costata werd in 1884 voor het eerst wetenschappelijk beschreven door Bale. 